# 2013年世界柔道選手権大会
2013年世界柔道選手権大会（第31回世界柔道選手権大会）は、2013年（平成25年）8月26日から9月1日にブラジル・リオデジャネイロで開催された世界柔道選手権大会。柔道の無差別級を除いた男女7階級の個人戦と男女の団体戦が実施される。リオデジャネイロで世界柔道選手権が開催されるのは2007年の第25回大会以来6年ぶり3度目となる。2010年から各国とも男女各階級で2名(総計14名)の代表を選出できたが、今大会からは男女ともに代表が最大で9名までに制限された。

## 大会概要
| 正式名称 | 世界柔道選手権2013リオデジャネイロ大会 英語: 2013 World Judo Championships RIO DE JANEIRO |
| 開催場所 | マラカナンジーニョ体育館 |
| 主催     | 国際柔道連盟 |
| 開催日程 | 8月26日 男子60 kg級、女子48 kg級 27日 男子66 kg級、女子52 kg級 28日 男子73 kg級、女子57 kg級 29日 男子81 kg級、女子63 kg級 30日 男子90 kg級、女子70 kg級 78 kg級 31日 男子100 kg級 100 kg超級、女子78 kg超級 9月1日 男子団体戦、女子団体戦 |

## 大会結果

### 男子
| 階級         | 金                   | 銀                           | 銅                                            |
| ------------ | -------------------- | ---------------------------- | --------------------------------------------- |
| 60 kg以下級  | 高藤直寿             | ダシダワー・アマルトゥブシン | オルハン・サファロフ 金源鎮                   |
| 66 kg以下級  | 海老沼匡             | アザマト・ムカノフ           | 福岡政章 ゲオルグリー・ザンタラヤ             |
| 73 kg以下級  | 大野将平             | ウゴ・ルグラン               | デックス・エレモント ディルク・バンティヘルト |
| 81 kg以下級  | ロイク・ピエトリ     | アブタンディル・チリキシビリ | イワン・ボロベフ アラン・シュミット           |
| 90 kg以下級  | アスレイ・ゴンサレス | ヴァルラーム・リパルテリアニ | イリアス・イリアディス キリル・デニソフ       |
| 100 kg以下級 | エルハン・ママドフ   | ヘンク・フロル               | ディミトリ・ペータース ルカシュ・クルパレク   |
| 100 kg超級   | テディ・リネール     | ラファエル・シルバ           | アンドレアス・テルツァー ファイサル・ジャバラ |

### 女子
| 階級        | 金                             | 銀                         | 銅                                          |
| ----------- | ------------------------------ | -------------------------- | ------------------------------------------- |
| 48 kg以下級 | ムンフバット・ウランツェツェグ | 浅見八瑠奈                 | サラ・メネゼス シャルリーヌ・ファンスニック |
| 52 kg以下級 | マイリンダ・ケルメンディ       | エリカ・ミランダ           | 橋本優貴 マリーン・クラー                   |
| 57 kg以下級 | ラファエラ・シルバ             | マルティ・マロイ           | ミリアム・ローパー ヴロラ・ベデティ         |
| 63 kg以下級 | ヤーデン・ジェルビ             | クラリス・アグベニュー     | ジブリズ・エマヌ アニカ・ファンエムデン     |
| 70 kg以下級 | ジュリ・アルベアル             | ラウラ・ヴァルガス＝コッホ | キム・ポリング 金省然                       |
| 78 kg以下級 | 薛京                           | マリンド・フェルケルク     | オドレー・チュメオ マイラ・アギアル         |
| 78 kg超級   | イダリス・オルティス           | マリア・アルテマン         | 田知本愛 イ・ジョンウン                     |

## 国別団体戦

### 男子
| 優勝 | 2位 | 3位                                    | 3位 |
| ジョージア ラシャ・シャフダトゥアシビリ ゼベダ・レフビアシビリ アブタンディル・チリキシビリ ヴァルラーム・リパルテリアニ アダム・オクルアシビリ | ロシア アリム・ガダノフ ムラート・コゾコフ シラジュディン・マゴメドフ キリル・デニソフ アレクサンドル・ミハイリン | 日本 福岡政章 大野将平 長島啓太 七戸龍 | ドイツ セバスチャン・ザイドル イゴール・ヴァントケ スヴェン・マレシュ マルク・オーデンタール ディミトリ・ペータース |

### 女子
| 優勝                                            | 2位 | 3位 | 3位 |
| 日本 橋本優貴 山本杏 阿部香菜 田知本遥 田知本愛 | ブラジル エリカ・ミランダ ラファエラ・シルバ カテリーネ・カンポス マリア・ポルテラ マイラ・アギアル マリア・アルテマン | キューバ · マリア・セリア・ラボルデ · ヤネト・ベルモイ · マリセト・エスピノーサ · オニックス・コルテス · イダリス・オルティス | フランス レティシア・ペイエ オトーヌ・パヴィア エレーヌ・ルスボー クラリス・アグベニュー ジブリズ・エマヌ リュシ・ルエット エミリ・アンデオル |

### メダル獲得数の国別一覧
| 順   | 国・地域               | 金 | 銀 | 銅 | 計 |
| ---- | ---------------------- | -- | -- | -- | -- |
| 1    | 日本                   | 4  | 1  | 4  | 9  |
| 2    | フランス               | 2  | 2  | 4  | 8  |
| 3    | キューバ               | 2  | 0  | 1  | 3  |
| 4    | ブラジル               | 1  | 4  | 2  | 7  |
| 5    | ジョージア             | 1  | 2  | 0  | 3  |
| 6    | モンゴル               | 1  | 1  | 0  | 2  |
| 7    | アゼルバイジャン       | 1  | 0  | 1  | 2  |
| 8    | コロンビア             | 1  | 0  | 0  | 1  |
| 8    | イスラエル             | 1  | 0  | 0  | 1  |
| 8    | コソボ                 | 1  | 0  | 0  | 1  |
| 8    | 朝鮮民主主義人民共和国 | 1  | 0  | 0  | 1  |
| 12   | オランダ               | 0  | 2  | 3  | 5  |
| 13   | ドイツ                 | 0  | 1  | 5  | 6  |
| 14   | ロシア                 | 0  | 1  | 2  | 3  |
| 15   | カザフスタン           | 0  | 1  | 0  | 1  |
| 15   | アメリカ合衆国         | 0  | 1  | 0  | 1  |
| 17   | 韓国                   | 0  | 0  | 3  | 3  |
| 18   | ベルギー               | 0  | 0  | 2  | 2  |
| 19   | チェコ                 | 0  | 0  | 1  | 1  |
| 19   | ギリシャ               | 0  | 0  | 1  | 1  |
| 19   | スロベニア             | 0  | 0  | 1  | 1  |
| 19   | チュニジア             | 0  | 0  | 1  | 1  |
| 19   | ウクライナ             | 0  | 0  | 1  | 1  |
| 合計 | 合計                   | 16 | 16 | 32 | 64 |

## 優勝者の世界ランキング

### 男子
| 60 kg級    | 日本             | 高藤直寿             | 2位  |
| 66 kg級    | 日本             | 海老沼匡             | 12位 |
| 73 kg級    | 日本             | 大野将平             | 15位 |
| 81 kg級    | フランス         | ロイク・ピエトリ     | 16位 |
| 90 kg級    | キューバ         | アスレイ・ゴンサレス | 2位  |
| 100 kg級   | アゼルバイジャン | エルハン・ママドフ   | 1位  |
| 100 kg超級 | フランス         | テディ・リネール     | 2位  |

### 女子
| 48 kg級   | モンゴル   | ムンフバット・ウランツェツェグ | 6位  |
| 52 kg級   | コソボ     | マイリンダ・ケルメンディ       | 1位  |
| 57 kg級   | ブラジル   | ラファエラ・シルバ             | 4位  |
| 63 kg級   | イスラエル | ヤーデン・ジェルビ             | 1位  |
| 70 kg級   | コロンビア | ジュリ・アルベアル             | 18位 |
| 78 kg級   | 北朝鮮     | 薛京                           | 31位 |
| 78 kg超級 | キューバ   | イダリス・オルティス           | 2位  |

(出典、JudoInside.com)。

## 世界ランキング1位の成績

### 男子
| 60 kg級    | ジョージア       | アミラン・パピナシビリ         | 5位       |
| 66 kg級    | モンゴル         | ダワードルジ・トゥムルフレグ   | 初戦敗退  |
| 73 kg級    | モンゴル         | サインジャルカル・ニャムオチル | 5位       |
| 81 kg級    | ブラジル         | ビクトル・ペナルベル           | 3回戦敗退 |
| 90 kg級    | ジョージア       | ヴァルラーム・リパルテリアニ   | 銀メダル  |
| 100 kg級   | アゼルバイジャン | エルハン・ママドフ             | 金メダル  |
| 100 kg超級 | ブラジル         | ラファエル・シルバ             | 銀メダル  |

### 女子
| 48 kg級   | ブラジル   | サラ・メネゼス           | 銅メダル |
| 52 kg級   | コソボ     | マイリンダ・ケルメンディ | 金メダル |
| 57 kg級   | フランス   | オトーヌ・パヴィア       | 5位      |
| 63 kg級   | イスラエル | ヤーデン・ジェルビ       | 金メダル |
| 70 kg級   | オランダ   | キム・ポリング           | 銅メダル |
| 78 kg級   | ブラジル   | マイラ・アギアル         | 銅メダル |
| 78 kg超級 | ブラジル   | マリア・アルテマン       | 銀メダル |

(出典、JudoInside.com)。

## 今大会での新ルール適用について
2013年2月のコンチネンタルオープンから今大会まで、国際大会において新たなIJF試合審判規定が試験的に導入されることになった。この結果を検証した上で正式導入されるか決定されることになった。
8月にリオデジャネイロで開催されたIJF総会において、この新ルールを10月に開催されるIJFの会議で最終的に承認して、2016年のリオデジャネイロオリンピックまで運用することに決定した。
なお、この試合審判規定は以下のような特徴を有する。
審判員
- 試合場の審判は1人となる。副審は審判委員席でビデオを確認しながらサポート役に徹する。ジュリー(審判委員)は試合場の審判と無線でコミュニケーションを取り合うことになるが、必要とみなされた場合を除き技の評価などへの介入は控える。

一本の判断
- 一本に更なる価値を与えるために、従来より一本の判断基準を厳しくする。

- 投げられた選手がブリッジで着地した場合は一本とみなす。

試合運用と罰則
- 指導は3回目までポイントにならず、技のポイント以外はスコアボードに表示されない(これにより、技ありと指導3を合わせた総合勝ちは成立しなくなった)。4回目の指導が与えられた場合は反則負けとなる。試合終了時に技のスコアが同等の場合は、指導の少ない方の選手を勝ちとする。

- 技のポイントも指導ポイントも同等の場合は延長戦に入るが、どちらかが技か指導でポイントをあげるまで試合は続行される(旗判定は廃止となる)。

また、組み合う柔道が奨励されるため、次のような場合は罰則が与えられる。
- 両手で組み手を切った場合は指導となる。

- クロスグリップ(片手で相手の逆側の背部、肩、もしくは腕を掴む変則組み手)や[11]、帯を掴んだり、片襟の組み手となった場合は直ちに攻撃しないと指導が与えられる。

- 素早く組まない場合や、相手に組ませない行為には厳しく指導を与える。

- 組み合わずいきなり抱きついて投げる行為(ベアハグ)には指導が与えられる。片手であっても組んでから仕掛けた場合はベアハグと見なさない。

- さらに、立ち技において、両方ないしは片方の手や腕を使って、相手の帯から下を攻撃ないしは防御する全ての行為は反則負けとなる。立姿勢から寝姿勢に移行する際もこの行為は認められない。明確な寝姿勢の状態になった場合は脚を掴んでもよい。帯から下を手や腕が少し触れた程度の場合は反則とみなさない。

寝技に関して
- 寝技の抑え込みは従来より5秒短くなるので、一本は20秒、技ありは15秒、有効は10秒となる。

- 場内で抑え込みが始まった場合は、両者の身体が場外に出ても抑え込みは継続されることになる。また、関節技と絞技も、場内で始まった場合は場外に出てもその効果が認められる場合は継続されることになる。

その他
- 選手は同時に試合場に上がり、同時に礼をする。
- 最近よく見られる、試合開始直後の手合わせは禁止となる。

- 計量は試合前日に行われる。さらに、減量の影響を検証するために、試合当日の柔道衣コントロールの際にも再び行われる。

## TV放送について
今大会はフジテレビ系列で、早朝の3時55分から5時35分まで生放送された(土日は6時まで延長、団体戦は深夜0時35分から1時35分まで録画放送)。解説を穴井隆将、福見友子、実況を森昭一郎、福永一茂、鈴木芳彦、リポーターを松山三四六が担当した。
なお、初日と2日目の男子決勝の試合がその後に「めざましテレビ」を放送する為、途中までしか放送出来ない失態を招いた。
1日目となる8月27日早朝に生中継された60 kg級決勝の高藤直寿とモンゴルのダシダワー・アマルトゥブシンとの試合では途中で放映が途切れてCMとなり、その後「めざましテレビ」内で中継が再開された。2日目となる8月28日早朝に生中継された66 kg級決勝の海老沼匡とカザフスタンのアザマト・ムカノフとの対戦では、海老沼が先に指導1を取られて、さらには相手の反則ともみなせる腋固を何度も喰らって左腕を負傷してピンチに陥った状態で試合が中断されてCMとなり、その僅か数十秒後に大内刈で逆転の一本勝ちを果たした場面は「めざましテレビ」内で中継することができなかった。2日続けて決勝途中で中継を打ち切った点に関してフジテレビ側は、延長予定をあらかじめ設けていなかったことや、現地での試合の進行状況が遅れたことを理由に挙げた。また、この点に関して視聴者からの苦情は確認されていないという。あるテレビ関係者は「番組の開始時間はコンピューター管理されており、プロ野球のナイター中継のように、延長などが想定されている場合以外は動かせない。特に早朝のこの時間帯は、全国のネット局、CMとの兼ね合いなどがあって、民放が少ない地方局によってはフジから日本テレビ制作の番組に切り替わるところもあるので、フジだけの問題ではなくなる」との説明も加えた。一方、とくダネ!においてアナウンサーの笠井信輔は、フジテレビ側の対応を謝罪したものの、司会の小倉智昭は「会場の運営の問題じゃないか。運営がきちんとやってくれれば、（放送枠内で）おさまるはずなんですが」と責任転嫁とも受け取れるコメントを発した
。